# Milan Mišůn
Milan Mišůn (* 21. Februar 1990 in Příbram) ist ein tschechischer Fußballspieler.

## Vereinskarriere
Milan Mišůn begann mit dem Fußballspielen im Alter von sechs Jahren bei Spartak Příbram. Im Sommer 2002 wechselte der Abwehrspieler zum FK Marila Příbram. Den Sprung in den Profikader schaffte Mišůn zur Rückrunde der Saison 2007/08. Mit elf Einsätzen trug er zum Aufstieg der Mannschaft in die Gambrinus Liga bei.
Im Verlauf der Hinrunde 2008/09 erkämpfte sich Mišůn einen Stammplatz in der Viererkette des Aufsteigers. Im Dezember 2008 wechselte der Verteidiger zu Celtic Glasgow. In Schottland unterschrieb der Tscheche einen Vier-Jahres-Vertrag. Am 18. September 2010 wurde Mišůn für einen Monat an den schottischen Zweitligisten FC Dundee verliehen, um Spielpraxis zu sammeln. Nach seiner Rückkehr zu Celtic wechselte der Tscheche Ende Januar 2011 zu Swindon Town. Dort unterschrieb er einen Zweieinhalbjahresvertrag.

## Nationalmannschaft
Mišůn kam bisher in der tschechischen U-17-, U-18- und U-19-Auswahl zum Einsatz.